# مارك هيل (متخصص بالأثريات)
مارك هيل (بالإنجليزية: Mark Hill)‏ هو متخصص بالأثريات بريطاني، ولد في 1975.